# .ec
.ec – domena internetowa przypisana od roku 1991 do Ekwadoru i administrowana przez EcuaNet.

## Domeny drugiego poziomu
- com.ec: komercyjny
- info.ec: informacje ogólne
- net.ec: dostawcy usług internetowych
- fin.ec: instytucje i usługi finansowe
- med.ec: medyczna i podmioty związane ze zdrowiem
- pro.ec: prawnicy, architekci, księgowi itp.
- org.ec: organizacje non-profit i podmioty.
- edu.ec: jednostki edukacyjne.
- gob.ec: rząd Ekwadoru, od roku 2010
- gov.ec: rząd Ekwadoru, są zastąpione przez gob.ec
- nil.ec: wojskowy